# Kisgörgény
Kisgörgény (románul Gruișor) falu Romániában Maros megyében.

## Fekvése
Marosvásárhelytől 11 km-re délre, a Csókai-patak völgyében fekszik.

## Története
1501-ben Kysgewrgen néven említik. 1562-ben itt ugrasztotta meg János Zsigmond serege a pártütő székelyek kisebb táborát. Régi református temploma 1608-ban épült, 1809-ben újat építettek helyette. 1910-ben 497-en lakták. A trianoni békeszerződésig Maros-Torda vármegye Marosi alsó járásához tartozott. 1992-ben 296 lakosából 293 magyar volt.

## Látnivalók
- 1809-ben épített református temploma a falu keleti részén áll.
- Kis létszámú katolikusa egy házból átalakított kápolnát használ 1971-óta.
- Bartók Béla 1914 áprilisában az iskola udvarán mai napig megtalálható eperfa alatt gyűjtött 12 népdalt. Ezt az eperfán elhelyezett kis emléktábla is igazolja.